# Raueis

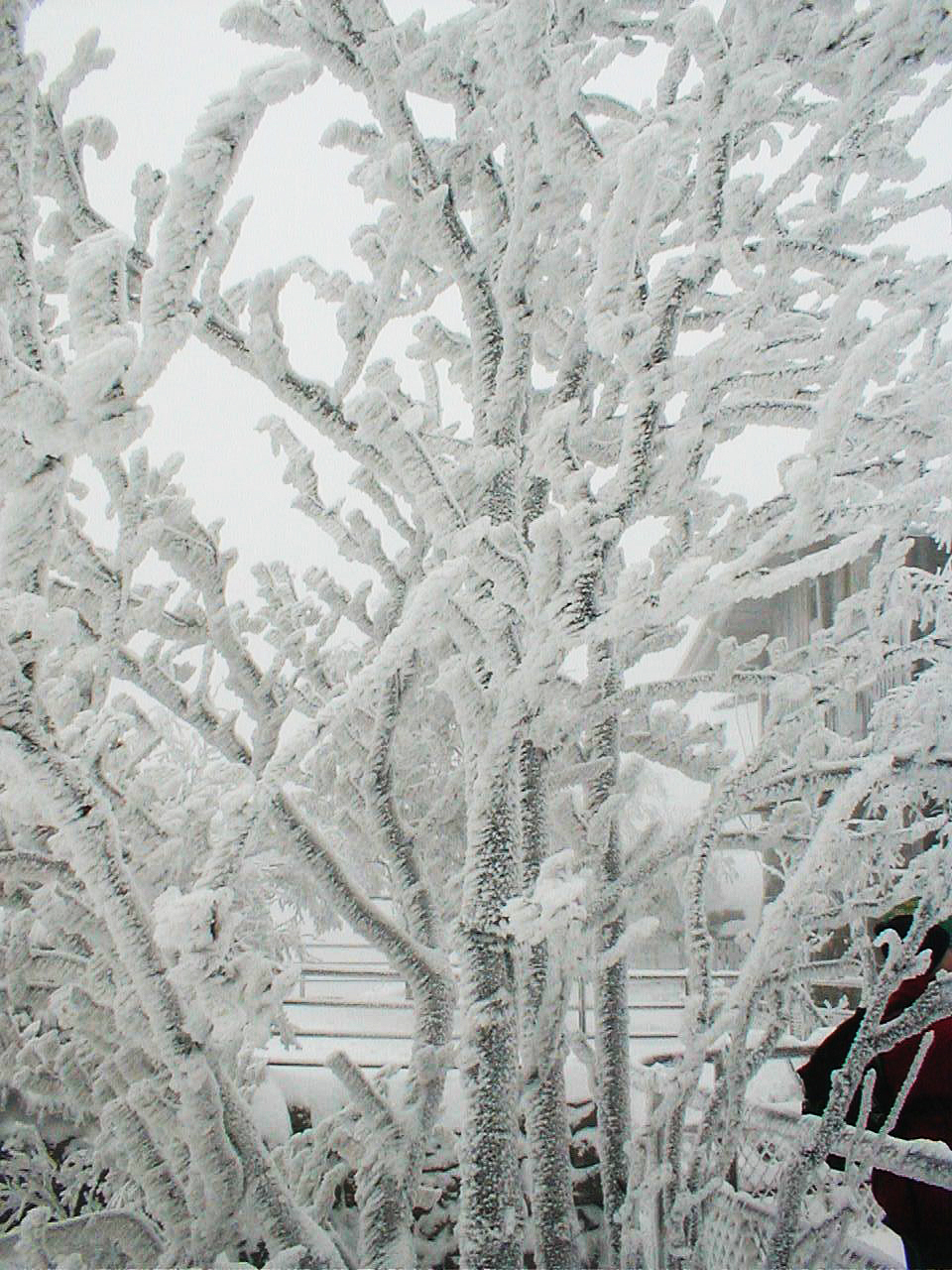
Raueis

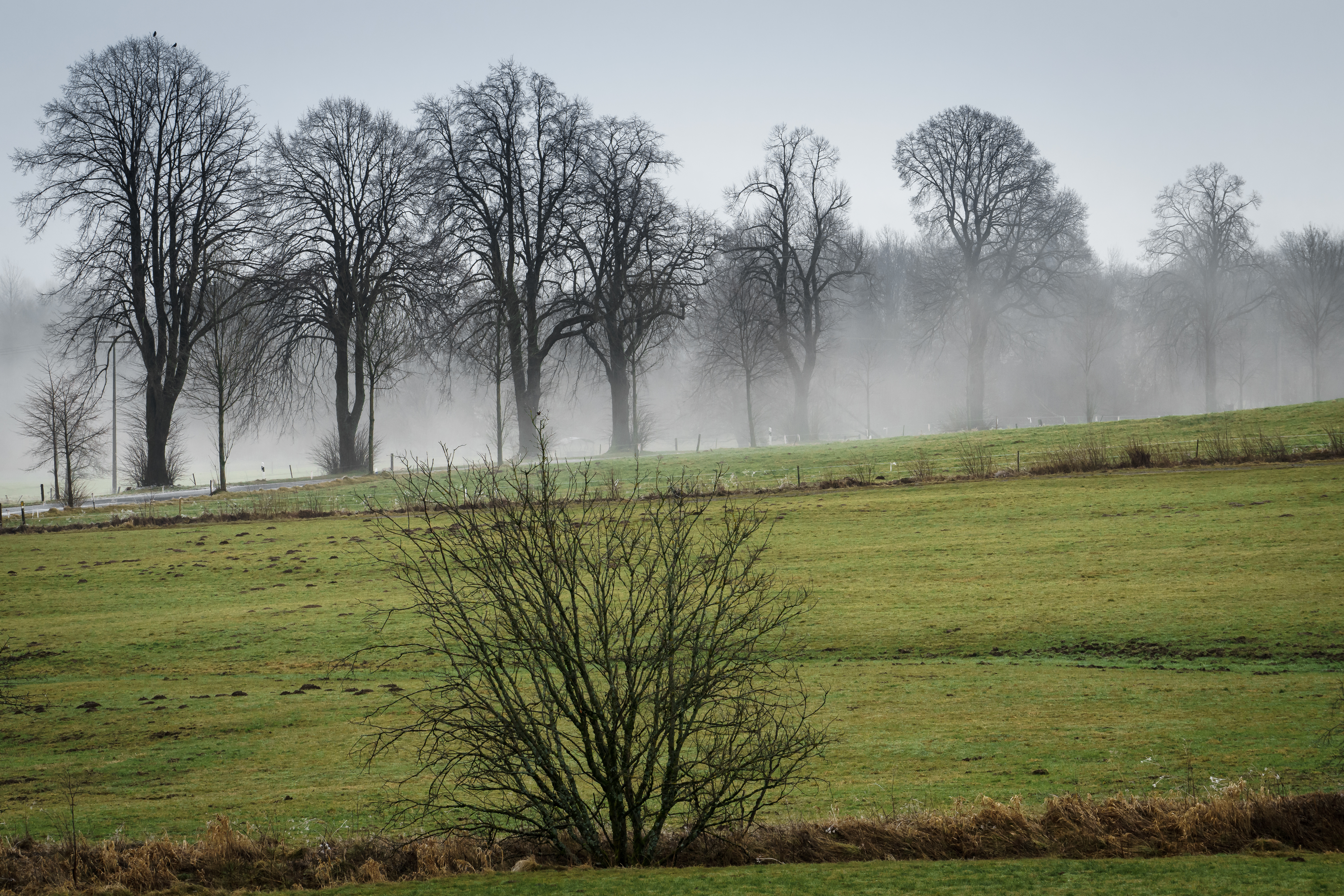
Tauendes Raueis regnet von Bäumen

Raueis oder (ältere Bezeichnung) Raufrost ist ein fester Niederschlag, der sich vor allem bei hohen Windgeschwindigkeiten und einer Lufttemperatur von typischerweise −2 bis −10 °C aus unterkühlten Nebelwassertröpfchen an Oberflächen bildet, typischerweise entgegen der Windrichtung. Die entstehende Eisschicht aus grauweiß-körnigen Partikeln hat ein schwammartiges Aussehen und ist im Vergleich zu solidem Klareis recht locker.
Raueis ist dadurch gekennzeichnet, dass es keine kristallinen Strukturen aufweist und eine große Zahl von Luftbläschen in sein Gefüge einschließt. Durch das teilweise Anschmelzen und Wiedergefrieren der Partikel verkleben diese miteinander unterschiedlich stark, je nach herrschenden Temperaturbedingungen. Raueis kann daher eine gewisse Festigkeit erreichen, verliert diese bei einigen Grad Celsius aber schnell wieder und wird dann durch herabfallende Eisstücke leicht zu einer Gefahr für Passanten.
Raueis lagert sich, wie auch Klareis, bevorzugt an Ästen und Freileitungen an, wo es, besonders als Anraum, durch die mitunter nicht unerhebliche zusätzliche Gewichtsbelastung zu Schäden führen kann. Beide Phänomene sind von gefrorenem Tau, Reif und Raureif zu unterscheiden.

## Raueis in der Luftfahrt
Im Vergleich zu Klareis ist Raueis von geringerer Gefährlichkeit für die sichere Flugdurchführung, jedoch ebenfalls nicht zu unterschätzen. Erkennbar ist es – im Gegensatz zu Klareis, welches nach hinten auf den Tragflächen „wächst“ – durch seine feine (wie oben beschriebene) Struktur, die gegen die Anströmrichtung wächst.

## Belege
1. ↑  Nebelfrostablagerungen. Deutscher Wetterdienst, Wetterlexikon. Abgerufen am 11. Dezember 2019.
2. ↑  Raureif, Raueis, Raufrost - Was denn nun? 6. Dezember 2014, abgerufen am 24. Dezember 2016.